# Megayoldia martyria
Megayoldia martyria är en musselart som först beskrevs av Dall 1897.  Megayoldia martyria ingår i släktet Megayoldia och familjen Yoldiidae. Inga underarter finns listade i Catalogue of Life.